# Fina García Marruz
Josefina García-Marruz Badía, conocida artísticamente como Fina García Marruz (La Habana, 28 de abril de 1923-La Habana, 27 de junio de 2022), fue una poetisa e investigadora literaria cubana, que ha recibido numerosas distinciones entre las que destacan los premios Nacional de Literatura 1990, Iberoamericano de Poesía Pablo Neruda 2007 y el Reina Sofía de Poesía Iberoamericana 2011.

## Biografía
Estudió la primaria en el Colegio Sánchez y Tiant y el bachillerato en el Instituto de La Habana; se doctoró en Ciencias Sociales en la Universidad de La Habana (1961). Publicó su primer libro de poemas a principios de los años cuarenta y perteneció, junto a su esposo Cintio Vitier, al grupo de poetas de la revista Orígenes (1944-1956), creada por José Lezama Lima. La hermana de Fina, Bella Esther García-Marruz, se casó con el poeta Eliseo Diego.
Su obra poética ha sido traducida a varios idiomas y ha formado parte de numerosas antologías. Sus ensayos y poesías, además de en libros, han aparecido en diversas revistas y periódicos, como Lyceum, Nueva Revista Cubana, Cuba en la Unesco, Islas, La Gaceta de Cuba, Unión, Revista de la Biblioteca Nacional o Anuario Martiano.
Desde 1962 fue investigadora literaria en la Biblioteca Nacional de Cuba José Martí y desde su fundación en 1977 hasta 1987 trabajó en el Centro de Estudios Martianos, donde fue miembro del equipo encargado de la edición crítica de las Obras completas de José Martí. Ha viajado a Checoslovaquia, España, Estados Unidos, Francia, México, y la Unión Soviética.

## Obra

### Poesía[2]
- Poemas, Ucar García, La Habana, 1942
- Transfiguración de Jesús en el Monte, Orígenes, La Habana, 1947
- Las miradas perdidas  1944-1950, Ucar García, La Habana, 1951
- Visitaciones,  Unión Nacional de Escritores y Artistas de Cuba, La Habana, 1970
- Poesías escogidas,  Letras Cubanas, La Habana, 1984
- Viaje a Nicaragua, con Cintio Vitier, Letras Cubanas, La Habana, 1987
- Créditos de Charlot, Ediciones Vigía de la Casa del Escritor, Matanzas, 1990
- Los Rembrandt de l'Hermitage, La Habana, 1992
- Viejas melodías, Caracas, 1993
- Nociones elementales y algunas elegías, Caracas, 1994
- Habana del centro, La Habana, 1997
- Antología poética, La Habana, 1997
- Poesía escogida, con Cintio Vitier, Bogotá, 1999
- El instante raro, Pre-Textos, Valencia, 2010
- ¿De qué, silencio, eres tú, silencio?,[5] antología que contiene 12 poemas inéditos y diversos manuscritos; Universidad de Salamanca y Patrimonio Nacional, 2011

### Ensayo y crítica[2]
- Estudios críticos, con Cintio Vitier, La Habana, 1964
- Poesías de Juana Borrero, La Habana, 1967
- Los versos de Martí, La Habana, 1968
- Temas martianos, con Cintio Vitier, La Habana, 1969
- Bécquer o la leve bruma, La Habana, 1971
- Poesías y cartas, con Cintio Vitier, La Habana, 1977
- Flor oculta de poesía cubana, con Cintio Vitier, La Habana, 1978
- Temas martianos, segunda serie, La Habana, 1982
- Hablar de la poesía, Letras Cubanas, La Habana, 1986
- Textos antimperialistas de José Martí, La Habana, 1990
- La literatura en el Papel Periódico de La Habana, con Cintio Vitier y Roberto Friol, La Habana, 1991
- Temas martianos, tercera serie, La Habana, 1993
- La familia de "Orígenes", La Habana, 1997
- Darío, Martí y lo germinal americano, Ediciones Unión, La Habana, 2001
- Quevedo. (ISBN 968-16-6985-1) México, FCE. Primera edición. 2003.
- Juana Borrero y otros ensayos, 14 textos; La isla infinita, 2011
- El orden del homenaje, Editorial Huso, 2018

## Premios y distinciones

### Premios
- Premio de la Crítica Literaria 1987 por Hablar de la poesía
- Premio Nacional de Literatura de Cuba 1990.[2]
- Premio de la Crítica Literaria 1991 por Créditos de Charlot
- Premio de la Crítica Literaria 1992 por Los Rembrandt de l'Hermitage
- Premio de la Crítica Literaria 1996 por Habana del centro
- Premio de la Crítica Literaria 2001 por Darío, Martí y lo germinal americano
- Premio Nacional de Investigación Cultural 2005
- Premio Iberoamericano de Poesía Pablo Neruda 2007[6]
- Premio Reina Sofía de Poesía Iberoamericana 2011
- Premio Internacional de Poesía Federico García Lorca 2011[7]

### Distinciones
- Orden Alejo Carpentier, 1988[6]
- Orden Félix Varela, 1995
- Medalla 30 aniversario de la Academia de Ciencias de Cuba[6]
- Medalla Fernando Ortiz
- Distinción por la Cultura Nacional
- Distinción Raúl Gómez García
- Distinción 23 de agosto, de la Federación de Mujeres Cubanas
- Hija Adoptiva de Bayamo
- Orden José Martí